# Our Own Oddities
Nuestras Rarezas Propias es un comic ilustrado que se publicó en la sección de cómics del domingo del St. Louis Correo-Despacho desde 1940 hasta 1990. El reportaje mostró las curiosidades presentadas por lectores locales y es a menudo recordado por sus dibujos de extraño producto, como una patata que se pareció a Richard Nixon. El estilo del cómic era muy similar a Ripley, aunque usted no lo crea

## Historia de publicación
Cuándo empezó, el 1 de septiembre de 1940, fue titulado St. Louis Oddities. 
Graczak se retiró del diario en 1980, pero  continuó produciendo la serie de historietas durante diez años más además de hacer un programa de debate en St. Louis  KMOX radio. Murió de un ataque del corazón el 3 de agosto de 1997.

## Contenido
Las curiosidades, incluyendo verduras y frutas reales, fue entregado al despacho del dibujante Ralph Graczak (pronunciado Gris-zak), quien cada semana seleccionó varios elementos y produjo un dibujo de color para ser impreso en el periódico del domingo. 
Además de la extraña producción, Nuestras Rarezas Propias presentaron otra extraña banalidad, como una mujer local quién vivió en la Calle Montgomery 1919 y nació a las nueve en punto el 19 de agosto de 1919. Señales inteligentes de iglesia y lápidas con epitafios eran características populares.

### El aniversario especial
En septiembre de 2003, el despacho aceptó sumisiones para un especial del 63.º aniversario de Nuestras Rarezas Propias. Las mejores sumisiones, incluyendo un pepino con forma de pato y una mujer nacida el 7 de diciembre de 1941, con las iniciales W.A.R, fueron ilustrados por el despacho del artista de Dan Martin y presentado en la edición del 6 de octubre de 2003.

## Controversia
A pesar de su pintoresco estilo ilustrado y de sus temas típicamente benignos, el reportaje fue motivo de controversia cuando el 24 de mayo de 1988 incluyó un cartel en una tienda de reparación de camiones que decía: "Este local está protegido por un pitbull con SIDA". El periódico publicó varias cartas de enojo. Graczak y el editor de artículos del periódico expresaron su pesar. 